# 24 Heures de Dubaï 2017
Navigation
Édition précédente Édition suivante
Les 24 Heures de Dubaï 2017, disputées les 12 janvier 2017 et 13 janvier 2017 sur le Dubaï Autodrome, sont la douzième édition de l'épreuve et la première manche des 24H Series 2017.

## Course

### Classement de la course
| Pos.                              | Catégorie | N°  | Écurie                                  | Pilotes                                                                                  | Châssis                          | Pneus |
| --------------------------------- | --------- | --- | --------------------------------------- | ---------------------------------------------------------------------------------------- | -------------------------------- | ----- |
| 1                                 | A6-Pro    | 911 | Herberth Motorsport                     | Daniel Allemann Ralf Bohn Robert Renauer Alfred Renauer Brendon Hartley                  | Porsche 991 GT3 R                | 578   |
| 2                                 | A6-Pro    | 12  | Manthey Racing                          | Otto Klohs Sven Müller Matteo Cairoli Jochen Krumbach                                    | Porsche 991 GT3 R                | 576   |
| 3                                 | A6-Pro    | 3   | Black Falcon                            | Abdulaziz Al Faisal Hubert Haupt Yelmer Buurman Michał Broniszewski Maro Engel           | Mercedes-AMG GT3                 | 575   |
| 4                                 | A6-Pro    | 14  | Optimum Motorsport                      | Joe Osborne Flick Haigh Ryan Ratcliffe Christopher Haase                                 | Audi R8 LMS                      | 571   |
| 5                                 | A6-Pro    | 76  | IMSA Performance                        | Raymond Narac Thierry Cornac Maxime Jousse Mathieu Jaminet                               | Porsche 991 GT3 R                | 569   |
| 6                                 | A6-Pro    | 5   | Belgian Audi Club Team WRT              | Mohammed Bin Saud Al Saud Mohammed Bin Faisal Al Saud Marcel Fässler Michael Vergers     | Audi R8 LMS                      | 564   |
| 7                                 | A6-Am     | 1   | Hofor-Racing                            | Michael Kroll Chantal Kroll Roland Eggimann Kenneth Heyer Christiaan Frankenhout         | Mercedes-AMG GT3                 | 563   |
| 8                                 | A6-Pro    | 16  | SPS automotive performance              | Valentin Pierburg Tim Müller Lance David Arnold Tom Onslow-Cole                          | Mercedes-AMG GT3                 | 561   |
| 9                                 | A6-Am     | 27  | GP Extreme                              | Frédéric Fatien Tiziano Carugati Nicky Pastorelli Stuart Hall                            | Renault R.S. 01 FGT3             | 558   |
| 10                                | A6-Am     | 34  | Car Collection Motorsport               | Johannes Kirckhoff Gustav Edelhoff Max Edelhoff Elmar Grimm Ingo Vogler                  | Audi R8 LMS                      | 557   |
| 11                                | 991       | 68  | Black Falcon Team TMD Friction          | Saud Al Faisal Saeed Al Mouri Anders Fjordbach Alexander Toril                           | Porsche 991 GT3 Cup              | 555   |
| 12                                | A6-Am     | 18  | V8 Racing                               | Wolf Nathan Rick Abresch Luc Braams Duncan Huisman Alex van 't Hoff                      | Chevrolet Corvette C6.R ZR1      | 552   |
| 13                                | A6-Pro    | 4   | Belgian Audi Club Team WRT              | Enzo Ide Stuart Leonard Robin Frijns Christopher Mies Ruben Maes                         | Audi R8 LMS                      | 552   |
| 14                                | A6-Am     | 66  | Attempto Racing                         | Jürgen Häring Mike Hansch Dietmar Ulrich Peter Terting Philipp Wlazik                    | Porsche 991 GT3 R                | 552   |
| 15                                | 991       | 85  | PROsport Performance                    | Charles Putman Charles Espenlaub Joe Foster Andy Pilgrim                                 | Porsche 991 GT3 Cup              | 551   |
| 16                                | 991       | 63  | race:pro motorsport                     | Stanislav Minsky Murad Sultanov Klaus Bachler Carlos Rivas Mark Wallenwein               | Porsche 991 GT3 Cup              | 550   |
| 17                                | A6-Am     | 22  | Gravity Racing International            | Vincent Radermecker Gérard Lopez Christian Kelders Jarek Janiš                           | Mercedes-Benz SLS AMG GT3        | 549   |
| 18                                | SPX       | 87  | GDL Racing Middle East                  | Franck Pelle Rory Penttinen Vic Rice Pierre Ehret                                        | Lamborghini Huracán Super Trofeo | 547   |
| 19                                | SPX       | 10  | Leipert Motorsport                      | Oliver Webb Jake Rattenbury Jean-Charles Perrin Harald Schlotter                         | Lamborghini Huracán Super Trofeo | 547   |
| 20                                | SPX       | 51  | FACH AUTO TECH                          | Thomas Fleischer Peter Joos Marcel Wagner Heinz Bruder Martin Ragginger                  | Porsche 991 Cup MR               | 542   |
| 21                                | A6-Pro    | 21  | Konrad Motorsport                       | Marc Basseng Marco Mapelli Jules Gounon Luca Stolz Paul Scheuschner                      | Lamborghini Huracán GT3          | 539   |
| 22                                | 991       | 92  | MSG Motorsport                          | Philipp Sager Alex Autumn Christopher Zöchling Nico Rindlisbacher Stephan Kuhs           | Porsche 991 GT3 Cup              | 539   |
| 23                                | 991       | 69  | Black Falcon Team TMD Friction          | Burkard Kaiser Sören Spreng Miguel Toril Bondar Alesayi                                  | Porsche 991 GT3 Cup              | 538   |
| 24                                | SPX       | 77  | GDL Racing Team Asia                    | Liam Lim Keong Nigel Farmer Bruce Lee Gerald Tan                                         | Lamborghini Huracán Super Trofeo | 535   |
| 25                                | SPX       | 401 | Schubert Motorsport                     | Ricky Collard Jens Klingmann Jörg Müller                                                 | BMW M4 GT4                       | 532   |
| 26                                | SP3-GT4   | 231 | Optimum Motorsport                      | Stewart Linn Adrian Barwick Daniel O'Brien William Moore                                 | Ginetta G55 GT4                  | 531   |
| 27                                | SP2       | 207 | Bovi Motorsport                         | Wolfgang Kaufmann Kálmán Bódis Jaap van Lagen Heino Bo Frederiksen                       | Brokernet Silver Sting           | 526   |
| 28                                | SP3-GT4   | 229 | Century Motorsport                      | Nathan Freke Aiden Moffat Jack Mitchell Ben Green                                        | Ginetta G55 GT4                  | 524   |
| 29                                | SP3-GT4   | 267 | GDL Racing Team Asia                    | Jonathan Hui Frank Yu Antares Au Kevin Tse                                               | Porsche Cayman GT4 Clubsport     | 524   |
| 30                                | SP3-GT4   | 178 | CWS                                     | Colin White Tom Hibbert Mike Simpson Brandon Gdovic                                      | Ginetta G55 GT4                  | 524   |
| 31                                | SP2       | 247 | Reiter Engineering                      | Anthony Mantella Dore Chaponick, Jr. Brett Sandberg Benjamin Mazatis                     | KTM X-Bow GT                     | 524   |
| 32                                | SP3-GT4   | 241 | ALFAB Racing                            | Erik Behrens Daniel Roos Anders Levin Frederik Ros                                       | Porsche Cayman GT4 Clubsport     | 521   |
| 33                                | SP3-GT4   | 86  | PROsport Performance                    | Jörg Viebahn Jan Kasperlik Arno Klasen Nico Verdonck (en)                                | Porsche Cayman GT4 Clubsport     | 519   |
| 34                                | SP2       | 58  | VDS Racing Adventures                   | Raphaël van der Straten Joël Vanloocke Grégory Paisse Pierre Dupont José Close           | MARC Focus V8                    | 518   |
| 35                                | SP3-GT4   | 114 | JR Motorsport                           | Bob Herber Harry Hilders Gijs Bessem Bas Schouten                                        | BMW 320si E90 WTCC               | 517   |
| 36                                | TCR       | 108 | CadSpeed Racing with A Tech             | James Kaye Julian Griffin Erik Holstein Finlay Hutchison                                 | Audi RS3 LMS TCR                 | 513   |
| 37                                | SP2       | 78  | Speed Lover                             | Guy Verheyen Pierre-Yves Paque Jean-Michel Gerome Pieder Decurtins Richard Verburg       | Porsche 991 GT3 Cup              | 512   |
| 38                                | TCR       | 216 | Modena Motorsports                      | Wayne Shen John Shen Francis Tjia Mathias Beche                                          | SEAT León TCR                    | 511   |
| 39                                | SP3-GT4   | 123 | Nissan GT Academy Team RJN              | Jann Mardenborough Ricardo Sánchez Romain Sarazin Johnny Guindi                          | Nissan 370Z GT4                  | 511   |
| 40                                | SP3-GT4   | 111 | track-club                              | Adam Balon Adam Knight Jamie Stanley                                                     | Lotus Evora GT4                  | 507   |
| 41                                | SP2       | 209 | Besaplast Racing                        | Franjo Kovac Tomás Pekar Friedhelm Erlebach Milenko Vukovic                              | Audi TT RS                       | 504   |
| 42                                | SP3-GT4   | 250 | Rotek Racing                            | Jim McGuire Roy Block John Schauerman Nico Rondet Ian James                              | Porsche Cayman GT4 Clubsport     | 503   |
| 43                                | SP3-GT4   | 249 | Newbridge Motorsport - OCC Lasik Racing | Mathew Keegan Jeffrey Stammer Derek Welch                                                | Porsche Cayman GT4 Clubsport     | 502   |
| 44                                | A3        | 308 | Team Altran Peugeot                     | Guillaume Roman Thierry Blaise Kim Holmgaard Michael Carlsen                             | Peugeot 208 GTI                  | 500   |
| 45                                | CUP1      | 151 | Sorg Rennsport                          | Stephan Epp Christian Andreas Franz Michael Holleweger Heiko Eichenberg Oskar Sandberg   | BMW M235i Racing Cup             | 497   |
| 46                                | A3        | 908 | Team Altran Peugeot                     | Yusif Bassil Thierry Boyer Gonzalo de Andrés Loïc Dupont                                 | Peugeot 208 GTI                  | 496   |
| 47                                | A3        | 133 | PB Racing                               | Stefano D'Aste Stefano Pasotti Lorenzo Pegoraro Immanuel Vinke Michele Bartyan           | Lotus Elise Cup PB-R             | 495   |
| 48                                | A2        | 171 | Team Eva Solo/K-Rejser                  | Jacob Kristensen Jan Engelbrecht Thomas Sørensen Jens Mølgaard Henrik Sørensen           | Peugeot RCZ                      | 492   |
| 49                                | CUP1      | 152 | Sorg Rennsport                          | Ahmed Al Melaihi Jesús Diéz José Manuel de los Milagros George Richardson Shawn Peh      | BMW M235i Racing Cup             | 491   |
| 50                                | SP3-GT4   | 242 | Manthey Racing                          | Heinz Schmersal Friedhelm Mihm Markus von Oeynhausen Wolfgang Kemper Sebastian Kemper    | Porsche Cayman GT4 Clubsport     | 488   |
| 51                                | SP3-GT4   | 777 | Schwede Motorsport                      | Phillip Bethke Bertram Hornung Norbert Kraft Hans Sadler                                 | Porsche Cayman GT4 Clubsport     | 486   |
| 52                                | TCR       | 105 | Zest Racecar Engineering                | Philippe Ulivieri Gosia Rdest John Allen JT Coupal John Weisberg                         | SEAT León TCR                    | 483   |
| 53                                | CUP1      | 146 | Bonk Motorsport                         | Hermann Bock Rainer Partl Max Partl                                                      | BMW M235i Racing Cup             | 482   |
| 54                                | CUP1      | 145 | Bonk Motorsport                         | Volker Piepmeyer Axel Burghardt Michael Bonk Thomas Leyherr                              | BMW M235i Racing Cup             | 480   |
| 55                                | A2        | 172 | Team Cooksport                          | Alex Sedgwick Shayne Deegan Oliver Cook Jon Maybin Josh Cook                             | Renault Clio Cup (IV)            | 475   |
| 56                                | CUP1      | 235 | DUWO Racing                             | Jean-Marie Dumont Frédéric Schmit Nicolas Schmit Thierry Chkondali Bruno Derossi         | BMW M235i Racing Cup             | 474   |
| 57                                | A2        | 52  | Team Sally Racing                       | Martin Sally Pedersen Peter Obel Steffan Jusjong Sune Marcussen Mads Christensen         | Renault Clio Cup (III)           | 470   |
| 58                                | A2        | 112 | Stanco&Tanner Motorsport                | Stefan Tanner Luigi Stanco Ralf Henggeler Andy Mollison Nicklas Oscarsson                | Renault Clio Cup (IV)            | 465   |
| 59                                | A3        | 121 | track-club                              | Marcus Jewell Bob Drummond Simon Atkinson Stuart Ratcliff                                | SEAT León Supercopa              | 463   |
| 60                                | A6-Am     | 25  | HTP Motorsport                          | Wim de Pundert Bernd Schneider Carsten Tilke Brice Bosi                                  | Mercedes-AMG GT3                 | 459   |
| 61                                | SP3-GT4   | 340 | Bucketlist Racing                       | Darren Winterboer Uli Sanne Theo van Vuuren Greg Wilson Kris Budnik                      | BMW 340i F30                     | 456   |
| 62                                | A3        | 99  | RKC/TGM                                 | Ricky Coomber Tom Gannon David Drinkwater Simon Deaton Paul White                        | Honda Civic Type R (FD2)         | 453   |
| 63                                | A3        | 135 | Zest Racecar Engineering                | Robert Taylor Graham Cox Christopher Wishart Ryan Savage                                 | SEAT León Supercopa              | 444   |
| 64                                | CUP1      | 154 | QSR                                     | Jimmy De Breucker Rodrigue Gillion Kevin Kenis Mario Timmers                             | BMW M235i Racing Cup             | 440   |
| 65                                | A2        | 48  | ZRT Motorsport                          | Graham Davidson Umair Ahmed Khan Jonathan Mullan Chris Yarwood                           | Honda Integra DC5                | 437   |
| 66                                | TCR       | 303 | Red Camel-Jordans.nl                    | Daniel Wheeler Kane Astin Aram Martroussian Christian Dijkhof                            | SEAT León TCR                    | 435   |
| 67                                | 991       | 80  | APO Sport                               | Alex Osborne James May Paul May                                                          | Porsche 991 GT3 Cup              | 433   |
| 68                                | SP3-GT4   | 245 | Slidesports Pallex                      | David Fairbrother Jamie Dawson Nigel Armstrong Chris Jones Josh Caygill                  | Porsche Cayman GT4 Clubsport     | 429   |
| 69                                | A2        | 570 | Lap57 Motorsports                       | Junichi Umemoto Kouichi Okumura Teruhiko Hamano Peter Jürgen Ashan Silva                 | Honda Integra DC5                | 428   |
| 70                                | A6-Pro    | 2   | Black Falcon                            | Khaled Al Qubaisi Jeroen Bleekemolen Patrick Assenheimer Manuel Metzger                  | Mercedes-AMG GT3                 | 397   |
| 71                                | A6-Pro    | 963 | GRT Grasser Racing Team                 | Mirko Bortolotti Christian Engelhart Rik Breukers Rolf Ineichen Mark Ineichen            | Lamborghini Huracán GT3          | 388   |
| 72                                | SP3-GT4   | 246 | Reiter Engineering                      | Caitlin Wood Anna Rathe Naomi Schiff Marylin Niederhauser                                | KTM X-Bow GT4                    | 336   |
| 73                                | A2        | 53  | Team Sally Racing                       | Kenneth Løndal Pedersen Michael Vesthave Dennis Nymand Michael Skipper                   | Renault Clio Cup (III)           | 300   |
| Abandons en A6-Pro                |           |     |                                         |                                                                                          |                                  |       |
| NC                                | A6-Pro    | 29  | Förch Racing powered by Olimp           | Robert Lukas Marcin Jedliński Wolf Henzler Santiago Creel Robert Kubica                  | Porsche 991 GT3 R                | 242   |
| NC                                | A6-Pro    | 17  | IDEC SPORT RACING                       | Patrice Lafargue Paul Lafargue Nicolas Minassian Alban Varutti                           | Mercedes-AMG GT3                 | 216   |
| NC                                | A6-Pro    | 28  | GP Extreme                              | Jordan Grogor Louis Delétraz Jean-Éric Vergne Josh Webster Bassam Kronfli                | Renault R.S. 01 FGT3             | 148   |
| NC                                | A6-Pro    | 964 | GRT Grasser Racing Team                 | Mirko Bortolotti Christian Engelhart Ezequiel Pérez Companc Rolf Ineichen Adrian Amstutz | Lamborghini Huracán GT3          | 74    |
| NC                                | A6-Pro    | 7   | HB Racing                               | Herbert Handlos Norbert Siedler (en) Sam Tordoff Florian Spengler Andrea Amici           | Lamborghini Huracán GT3          | 46    |
| Abandon en A6-Am                  |           |     |                                         |                                                                                          |                                  |       |
| NC                                | A6-Am     | 33  | Car Collection Motorsport               | Peter Schmidt Dimitri Parhofer Daniel Diaz Varela Isaac Tutumlu Toni Forné               | Audi R8 LMS                      | 249   |
| Abandons en SPX                   |           |     |                                         |                                                                                          |                                  |       |
| NC                                | SPX       | 204 | Vortex V8                               | Lionel Amrouche Cyril Calmon Olivier Gomez Arnaud Gomez                                  | Vortex 1.0                       | 313   |
| NC                                | SPX       | 24  | COOL RACING BY GPC MOTORSPORT           | Alexandre Coigny Gino Forgione Iradj Alexander Tom Dyer                                  | Vortex 1.0                       | 302   |
| NC                                | SPX       | 19  | Eurotrac (by Bas Koeten)                | Bert de Heus Daniël de Jong Ivo Breukers Leon Rijnbeek                                   | Dodge Viper CC Series 2          | 6     |
| Abandons en 991                   |           |     |                                         |                                                                                          |                                  |       |
| NC                                | 991       | 95  | Memac Ogilvy Duel Racing                | Ramzi Moutran Nabil Moutran Sami Moutran Phil Quaife                                     | Porsche 991 GT3 Cup              | 293   |
| NC                                | 991       | 90  | MRS GT-Racing                           | Olivier Baharian Manuel Nicolaidis Edward Lewis Brauner Marius Nakken                    | Porsche 991 GT3 Cup              | 284   |
| NC                                | 991       | 93  | MSG Motorsport                          | Robert Zwinger Leonardo Hrobarek Gilles Petit Rémi Terrail Heinz Jürgen Kroner           | Porsche 991 GT3 Cup              | 238   |
| NC                                | 991       | 73  | HRT Performance                         | Emil Lindholm René Ogrocki Holger Harmsen Bernd Kleinbach J. M. Littman                  | Porsche 991 GT3 Cup              | 154   |
| NC                                | 991       | 81  | Olimp Racing by Lukas Motorsport        | Igor Waliłko Patrick Eisemann Wolfgang Triller Florian Scholze Chris Bauer               | Porsche 991 GT3 Cup              | 78    |
| Abandon en SP2                    |           |     |                                         |                                                                                          |                                  |       |
| NC                                | SP2       | 203 | Vortex V8                               | Günther Deutsch Marco Deutsch Mathieu Pontais Kurt Thiel                                 | GC Automobile GC10-V8            | 276   |
| Abandon et non partant en SP3-GT4 |           |     |                                         |                                                                                          |                                  |       |
| NC                                | SP3-GT4   | 243 | Black Falcon Team TMD Friction          | Aurel Schoeller Fidel Leib Gabriele Piana Mustafa Mehmet Kaya                            | Porsche Cayman GT4 Clubsport     | 245   |
| DNS                               | SP3-GT4   | 240 | FACH AUTO TECH                          | Marco Zolin Philipp Schnyder Michael Hirschmann Heinz Arnold Tomoyuki Takizawa           | Porsche Cayman GT4 Clubsport     | 0     |
| Abandon et non partant en TCR     |           |     |                                         |                                                                                          |                                  |       |
| NC                                | TCR       | 100 | Team Bleekemolen                        | Sebastiaan Bleekemolen Michael Bleekemolen Dennis de Borst Aart Jan Ringelberg           | SEAT León TCR                    | 213   |
| DNS                               | TCR       | 57  | Lap57 Motorsports                       | Mohammed Al Owais Abdullah Al Hammadi Nadir Zuhour Saeed Al Mehairi                      | Honda Civic TCR                  | 0     |
| Abandons en A3                    |           |     |                                         |                                                                                          |                                  |       |
| NC                                | A3        | 131 | Hofor-Kuepper Racing                    | Bernd Küpper Martin Kroll Michael Fischer Sergej Pavlovec Gustav Engljähringer           | BMW M3 Coupé (E46)               | 74    |
| NC                                | A3        | 71  | Cor Euser Racing                        | Sam Allpass Richard Verburg Cor Euser Klaus-Dieter Frommer Michael Nielsen               | BMW M3 (E46)                     | 63    |
| Non partants en A2                |           |     |                                         |                                                                                          |                                  |       |
| DNS                               | A2        | 165 | TEAM CLIO CUP FRANCE                    | Eric Tremoulet Jimmy Clairet Teddy Clairet Jeremy Sarhy Pascal Arellano                  | Renault Clio Cup (IV)            | 0     |